# Nowoseliwka (rejon hajsyński)
Nowoseliwka (ukr. Новоселівка) – wieś na Ukrainie, w obwodzie winnickim, w rejonie hajsyńskim, w hromadzie Hajsyn. W 2001 liczyła 132 mieszkańców.